# Phoradendron liga
Phoradendron liga là một loài thực vật có hoa trong họ Santalaceae. Loài này được (Gillies ex Hook. & Arn.) Eichler miêu tả khoa học đầu tiên năm 1868.